# جولدسميث دبليو. هيويت
جولدسميث دبليو. هيويت هو محامي وسياسي أمريكي، ولد في 14 فبراير 1834 في برمنغهام في الولايات المتحدة، وتوفي بنفس المكان في 27 مايو 1895. نشط حزبياً في الحزب الديمقراطي. وقد انتخب عضو مجلس نواب ألاباما ‏ وانتخب عضو مجلس النواب الأمريكي ‏.